# جوان روميرو غونزاليس
جوان روميرو غونزاليس (بالإسبانية: Juan Romero González)‏ هو مؤرخ وسياسي إسباني، ولد في 1953 في البسيط في إسبانيا. حزبياً، نشط في الحزب الاشتراكي لبلد بلنسية ‏. في الانتخابات العمومية الإسبانية 1996 ‏، انتخب عضو مجلس النواب الإسباني ‏ عن دائرة بلنسية ‏ خلال فترته النيابية ‏ (22 مارس 1996 – 12 أبريل 1999) وفي الانتخابات العمومية الإسبانية 1982 ‏، انتخب عضو مجلس النواب الإسباني ‏ عن دائرة بلنسية ‏ خلال فترته النيابية ‏ (10 نوفمبر 1982 – 19 يناير 1983) وانتخب minister of the Generalitat Valenciana ‏.